# Rattus palmarum
Rattus palmarum är en däggdjursart som först beskrevs av Johann Zelebor 1869.  Rattus palmarum ingår i släktet råttor, och familjen råttdjur. IUCN kategoriserar arten globalt som sårbar. Inga underarter finns listade i Catalogue of Life.
Vuxna exemplar är 22,5 till 24,0 cm långa (huvud och bål) och har en 22,0 till 23,1 cm lång svans. Genomsnittslängden för bakfötterna är 4,8 cm och viktuppgifter saknas. Den styva och delvis taggiga pälsen på ovansidan bildas av bruna och svarta hår vad som ger ett spräckligt utseende. På undersidan förekommer vit päls. Djuret har bruna öron och en mörkbrun svans där ovan- och undersidan har samma utseende. Honor har två par spenar vid bröstet och tre par vid ljumsken.
Denna råtta lever endemisk Nikobarerna. Den vistas i låglandet och i kulliga områden. Habitatet utgörs av tropiska fuktiga skogar och mangroveskogar. Individerna är aktiva på natten och klättrar i växtligheten.